# Cras (Isère)
Cras é uma comuna francesa na região administrativa de Auvérnia-Ródano-Alpes, no departamento de Isère. Estende-se por uma área de 5,43 km². Em 2010 a comuna tinha 446 habitantes (densidade: 82,1 hab./km²).